# 余彭年
余彭年（1928年—2015年5月2日），原名彭立珊，出生於湖南省安化县藍田鎮（今属涟源市），彭年酒店创始人，整幢大厦经营所得的纯利润永久地捐献给社会福利和教育事业，余彭年为目前中国大陆最大的慈善家之一，连续三年摘得「胡润慈善榜」“首善”桂冠，到2008年累积捐款已超过30亿人民币。
余彭年歷任香港元朗博爱医院总理、富得发展有限公司董事长、元昌置业有限公司总经理、亿朗有限公司执行董事和环亚酒店企业管理公司顾问以及彭年酒店董事长等。

## 生平

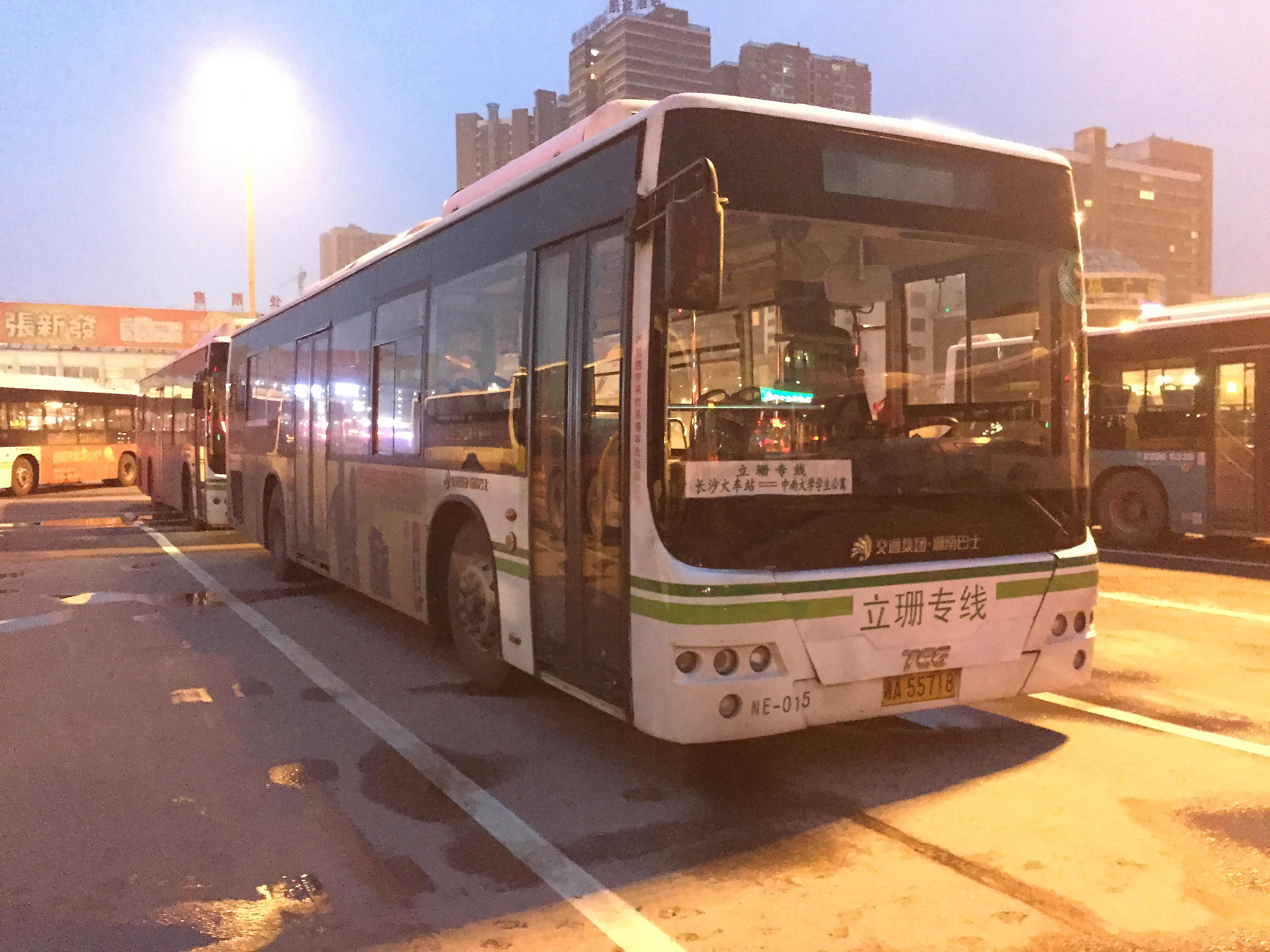
余彭年曾于1988年购置20台巴士并捐赠给长沙市政府开设新线路，该线路后来演化为长沙公交立珊专线

一般报道中，称余彭年1922年出生，初名彭立珊。湖南省安化县藍田鎮人，藍田鎮今为娄底市涟源市杨市镇官庄村。至2015年时，官庄村仍保留有其祖居——静养堂。《时代人物周报》、2005年对本人采访，称1928年出生。父亲彭麟阁，母亲肖氏（1952年前后病逝）。父亲在当地经商，“从事小本经营”。
大学未毕业，余彭年在长沙等地从事小本生意。曾担任过长沙《晚晚报》特约记者。1949年，余彭年离开故乡，孤身一人到上海，做过脚力，拉过黄包车，摆过地摊。
1954年，余彭年被人诬告有海外关系，以「逃亡地主」罪名被抓，劳教3年。刑满前的两个月，罪名查证不实，立刻获释。1958年，余彭年在朋友的帮助下，离开妻儿，从上海经澳门辗转偷渡至香港。
《时代人物周报》、2005年采访中，余彭年回答，因当时是经澳门偷渡去香港的，所以要改姓。一般报道则称余彭年是经上海有关部门批准合法移居香港。如1988年11月13日《湖南日报》，余彭年讲述的早年在香港的经历：“1958年，经过合法申请批准，由上海来到香港，做过清洁工、勤杂工、建筑工；后来从小本生意开始，经营地产建筑业，开过酒店，做过股票黄金生意等。”
1960年代，余彭年追随一位老板进入台湾房地产业。老板以单独出资、利润双方平分的方式，让余彭年自组公司进行经营。余彭年由此获得第一桶金。
由于患过白内障，从2003年初开始，其资助的「彭年光明计划」，已经为约15万低收入白内障患者带来了光明。2004年申请成立「中国余彭年慈善基金会」。

## 李小龍故居

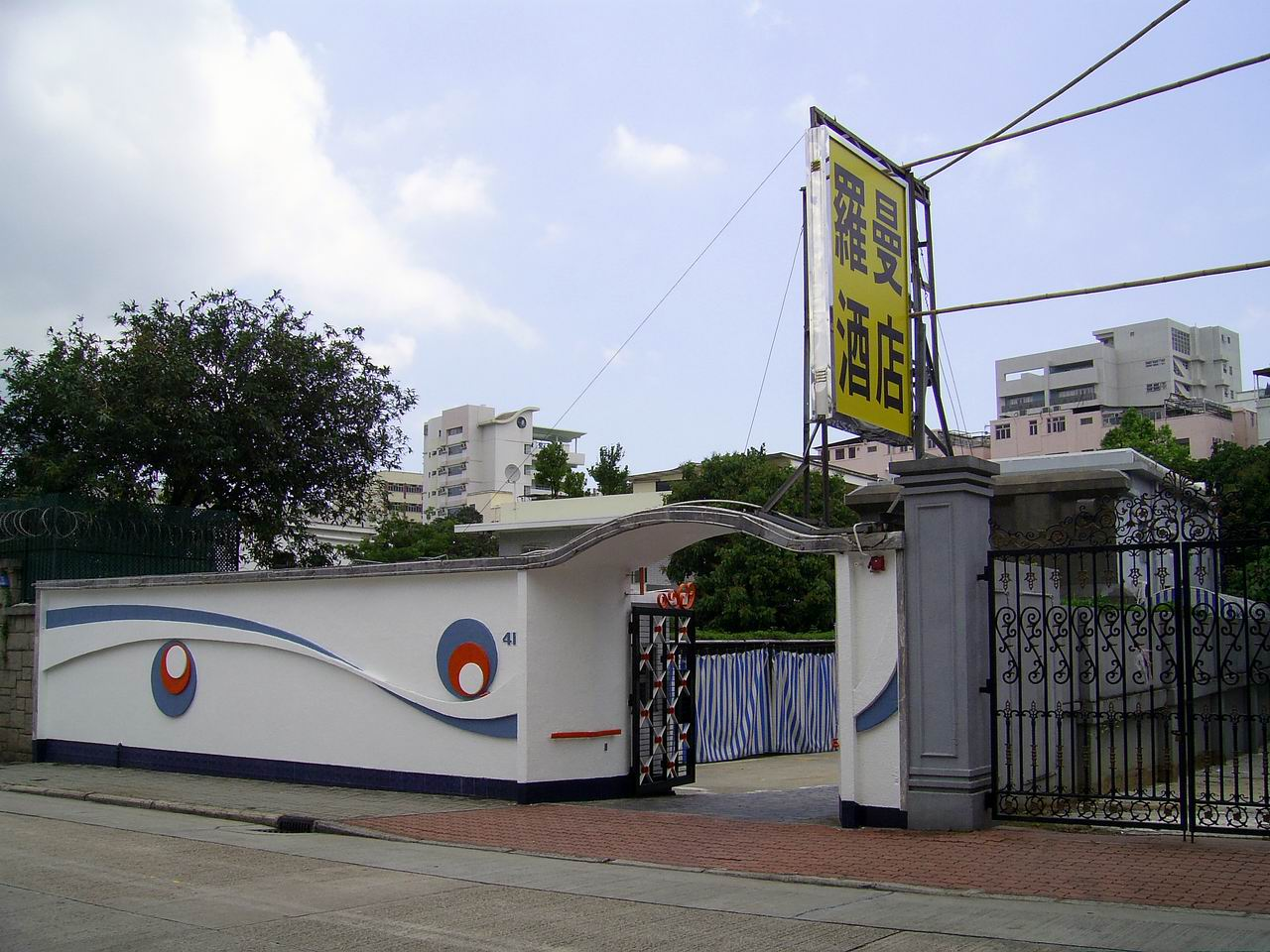
金巴倫道41號是李小龍故居，現為羅曼酒店

2008年5月22日余彭年宣布公開招標出售5幅位於九龍塘的住宅地皮，包括根德道、羅福道、窩打老道各1幅及金巴倫道2幅，合共估值12億至13億港元，賣地收入將作包括為四川大地震賑災等慈善用途。其中金巴倫道41號乃已故武打巨星李小龍故居。
李小龍故居「栖鶴小築」是余彭年於1974年9月以85萬元購入，連同裝修成本共100萬元，長時間出租作為時鐘酒店，即現時的「羅曼酒店」。李小龍故居的出售，引來李小龍迷組織的關注，希望香港政府能盡速收購李小龍故居作博物館之用。
雖然有準買家出價逾一億元洽購，余彭年擱置出售李小龍故居，並於7月8日表示願意捐出地皮興建「李小龍紀念館」，但須獲政府支持更改現時物業用途，及在地皮上增建一幢20,000多平方呎的新建築物，作為博物館及電影館等之用，並稱政府不支持有關建議，考慮收回地皮再出售。
2009年1月6日商務及經濟發展局長劉吳惠蘭與李小龍九龍塘故居業主余彭年會面，雙方達成共識，讓故居修復原貌。
雙方同意回復故居原貌，建成吸引遊客的李小龍紀念館。余彭年表示，願意無條件捐出物業，但他希望政府能興建一個具規模的大型李小龍紀念館，發展成為有吸引力的旅遊景點。他建議設有武術館、電影館和圖書館等設施，並希望日後由政府管理。
2011年6月26日，香港政府公佈，由於與余彭年在復修問題上分歧，擱置興建李小龍紀念館。

## 慈善
虽然已经九十高龄，但余彭年还在只争朝夕地奋斗。2013年7月，余彭年在接受华商韬略独家专访时表示：“我还有一个心愿，希望在有生之年能够挣够一百亿，捐够一百亿。”胡润百富榜的创始人胡润在余彭年追悼会上表示：“估计余彭年财产现值已超过人民币100亿元，余彭年实际上已经实现“捐够一百亿”的承诺。但其财产价值到底是多少，还要看他们(彭家)的评估结果。”

## 家庭
余彭年和妻子肖芝元育有两子，长子彭亚如（彭志兵的父親），次子彭亚凡。两个儿子相差数岁。余彭年在1958年离开大陆后，肖芝元母子三人仍定居在涟源县官庄村（今属杨市镇），生活艰辛。长子彭亚如随当小学教师的舅妈生活，肖芝元则带着次子彭亚凡四处谋生。肖芝元侄子肖振白回忆，肖曾“长年在长沙给人当保姆”。1960年代，余彭年来信，双方重新联系。肖芝元母子虽得到余彭年接济，但受当时政治因素影响，长子彭亚如曾因“有海外关系”被“戴上高帽子游行”。
1982年，余彭年回到故乡涟源县。日后，长子彭亚如主持修建了官庄村的彭家祖墓。2015年报道提及，彭亚如在7年前逝世，安葬于此。肖芝元在彭亚如逝世三年后的同月同日逝世，亦葬于此。2015年5月2日凌晨，余彭年在广东深圳逝世。因种种因素，未按原计划归葬彭家祖墓。最终，家人按他的遗愿，将他安葬于深圳大鹏的自购土地。

## 外部連結
- 余彭年富翁中的「光明特使」
- 余彭年：专做好事的湘籍企业家 （页面存档备份，存于）
- 余彭年：职业慈善家 累积捐款已超过30亿元 （页面存档备份，存于）
- 亞洲週刊專訪: 深圳彭年酒店董事長、慈善家余彭年，捐出了財產，也捐出了創意 （页面存档备份，存于）